# تاماس سالاي
تاماس سالاي (بالمجرية: Szalai Tamás)‏ (10 يناير 1980 في المجر - ) هو لاعب كرة قدم مجري في مركز الوسط. لعب مع زالايغيرزيغي تورنا إغيليت ونادي مول فيدي وDunaújváros FC ‏ ونادي بيتش ‏ وFC Felcsút ‏.

## وصلات خارجية
- تاماس سالاي على موقع Soccerway.com (الإنجليزية)